# Danas Augutis
Danas Augutis (*  1980 in Utena) ist ein litauischer Politiker und Vizeminister für Umwelt.

## Leben
Nach der Hauptschulausbildung an der Aukštakalnis-Mittelschule und dem Abitur 1998 am Gymnasium in Utena absolvierte Danas Augutis von 1998 bis 2002 ein Bachelorstudium der Ökologie und von 2002 bis 2004 ein Masterstudium der Umweltwissenschaft an der Universität Vilnius in der litauischen Hauptstadt. Von September 2008 bis Juli 2016 lehrte er als Lektor an der Universität Vilnius und war Doktorand am Zentrum für Ökologie und Umweltstudien. Er war auch Chefspezialist des Naturforschungszentrums am Botanik-Institut. Von August 2004 bis Mai 2018 arbeitete er als Spezialist und Projektleiter bei Lithuanian Fund for Nature und von Mai 2018 bis Mai 2019 als Leiter der Abteilung für Naturschutz, Naturmanagement, Erholung und Jagd beim Nationalen Forstbetrieb Valstybinių miškų urėdija (VMU). Er leitete verschiedene Umweltprojekte zum Schutz der Biodiversität und der Ökosysteme und ist Mitautor von vier Büchern über Naturschutz und Naturforschung.
Seit Dezember 2020 ist Augutis stellvertretender Umweltminister Litauens als Stellvertreter von Simonas Gentvilas im Kabinett Šimonytė.